# Neodexiopsis devia
Neodexiopsis devia är en tvåvingeart som först beskrevs av Charles Howard Curran 1934.  Neodexiopsis devia ingår i släktet Neodexiopsis och familjen husflugor. Inga underarter finns listade i Catalogue of Life.